# Эрксан, Метин
Метин Эрксан (1 января 1929, Чанаккале — 4 августа 2012, Стамбул) — турецкий режиссёр и искусствовед.

## Биография
Родился в иле Чанаккале. Изучал искусствоведение в Стамбульском университете.
С 1947 года писал статьи для различных газет и журналов, пишущих о кинематографе. В 1952 году снял свои первые фильмы «Karanlık Dünya» и «Aşık Veysel’in Hayatı», снятых на основе произведений Рахми Эюбоглу. В 1954 году снял два документальных фильма.
В 1963 году снятый Эрксаном фильм «Засушливое лето», сюжет которого был основан на произведении Неджати Джумалы, стал первым фильмом Турции, получившим награду на международном фестивале.
В 1974 году Эрксан снял фильм «Шайтан», который стал известен как «турецкая версия Изгоняющего дьявола». В 1974—1975 годах Метин Эрксан снял пять коротких фильмов по мотивам произведений турецких писателей («Hanende Melek» Сабахаттина Али, «Geçmiş Zaman Elbiseleri» Ахмета Хамди Танпынара, «Bir İntihar» Самета Агаоглу, «Müthiş Bir Tren» Саита Абасыяныка и «Sazlık» Хулуси Корая). Снятый Эрксаном в 1977 году фильм «Гамлет-женщина» был показан на Десятом Московском международном кинофестивале.
Всего за свою карьеру Метин Эрксан снял 42 фильма, также он написал сценарии к 29 фильмам.
Умер 4 августа 2012 года в госпитале Бакыркёя, за десять дней до этого Эрксан был госпитализирован в связи с почечной недостаточностью.